# دریاسالار سپید جنوبی
دریاسالار سپید جنوبی (نام علمی: Limenitis reducta) نام یک گونه از زیرخانواده دریاسالاران است. زیستگاه این گونه شمال اسپانیا، شرق و جنوب فرانسه، ایتالیا، بالکان و آلپ می‌باشد. پهنای بال دریاسالار سپید جنوبی، ۲۲ تا ۲۷ میلی‌متر است. این گونه بسته به محل زندگی بین اردیبهشت تا اوت فعالیت پروازی دارد.